# خلل لحن
خلل اللحن (متلازمة اللكنة الأجنبية الباطلة) أندر أنواع الخلل الكلامي العصبي، يعاني مصابه حبسة في الكلام وفق لحن معين وصعوبة في نطق الكلمات بطريقة صحيحة.